# Thomas Hax-Schoppenhorst
Thomas Hax-Schoppenhorst (* 23. Oktober 1955 in Essen) ist ein deutscher Sachbuchautor und Pädagoge.

## Werdegang
Hax-Schoppenhorst wuchs in Recklinghausen auf. Er studierte an der Ruhruniversität Bochum. Den Zivildienst leistete er in Münster. Nach mehreren Südamerikareisen veröffentlichte er Zeitschriftenaufsätze in entwicklungspolitischen Zeitschriften. Er verfasste drei Kinderbücher, drei Karikaturenbände, ein Buch zur Zukunftsfähigkeit Deutschlands (Ökologie), das erste deutschsprachige Sachbuch zum Thema „Kindersoldaten“ und ein Arbeitsbuch zur Forensischen Psychiatrie, ferner Sachbücher zu seelischen Krisen von Jugendlichen, zum Wesen der Freundschaft, über Geschwisterbeziehungen und über Gewalt an Schulen. Zudem brachte er 2014 ein Buch zum Thema Angst heraus. 2016 erschien Das Depressions-Buch für Pflege- und Gesundheitsberufe bei Hogrefe. Bei verschiedenen Zeitschriften arbeitet er regelmäßig mit.
2020 wurde er als Sachverständiger für seelische Gesundheit in die Enquête-Kommission des Landtags NRW berufen.
Hax-Schoppenhorst ist verheiratet und hat zwei Kinder. Er lebt mit seiner Familie in Düren und arbeitet hauptberuflich als Pädagoge an der LVR-Klinik in Düren.

## Ehrungen und Auszeichnungen
- 2018 Deutscher Pflegepublizistik-Preis[1]

## Werke (Auswahl)
- Weltkursbuch. Globale Auswirkungen eines Zukunftsfähigen Deutschlands. Hinweise und Tipps für unser alltägliches Handeln (1998)
- Nord-Süd-Fahrt. Über die verborgenen Wünsche, aus der Bahn geworfen zu werden. (1999)
- Professionelle forensische Psychiatrie. Das Arbeitsbuch für Pflege- und Sozialberufe (2008/3. Auflage 2008)
- Wenn die Seele Achterbahn fährt: Krisensituationen von Jugendlichen erkennen und verstehen (2005)
- Freundschaft lebendig gestalten: Ansichten – Einsichten – wertvolle Tipps (2006)
- Rempler, Mobber, Steinewerfer: Gewalt an Schulen und Möglichkeiten der Überwindung (2008)
- Im Innern der Erde verschwinden – Kinder sind keine Soldaten! (2000)
- Seelische Gesundheit von Menschen mit Migrationshintergrund – Ratgeber für Pflegende (2010)
- Kommunikation mit Patienten in der Chirurgie (2012)
- Das Angst-Buch für Pflege- und Gesundheitsberufe (2014)
- Das Depressions-Buch für Pflege- und Gesundheitsberufe (2016)
- Das Einsamkeits-Buch (2018)
- Seelische Gesundheit von Geflüchteten (2019)
- Treue und Vertrauen. Handbuch für Pflege-, Gesundheits- und Sozialberufe (2020)
- Ungewissheit und Unsicherheit durchleben. Wie mit Menschen in ungewissen Lebens- und Gesundheitssituationen umgehen? (2022)
- Das Klimafolgen-Buch. Wie Pflege- und Gesundheitsberufe der Klima- und Biodiversitätskrise begegnen können. (2024)